# Intel 4004
Intel 4004 — 4-битный процессор, разработанный корпорацией Intel и выпущенный 15 ноября 1971 года. Эта микросхема считается первым в мире коммерчески доступным однокристальным микропроцессором. Intel удалось целиком уместить центральный процессор на одну схему, которую назвали микропроцессором.

## История
В 1969 году небольшая японская компания Nippon Calculating Machine, Ltd. (впоследствии Busicom Corp.), занимавшаяся производством калькуляторов, заказала у Intel 12 микросхем (логический дизайн системы был разработан сотрудником Busicom Масатоси Сима (嶋正利)), которые должны были использоваться в новом настольном калькуляторе. Такие микросхемы всегда характеризовались узкоспециализированными функциями и предназначались для выполнения строго определённой работы, поэтому для каждого нового применения приходилось заново разрабатывать весь набор микросхем. Такой подход сотрудникам Intel показался невыгодным. 32-летний Маршиан Эдвард (Тед) Хофф предложил руководству Intel и Busicom уменьшить число микросхем, используя центральный процессор, который должен будет выполнять арифметические и логические функции, один вместо нескольких микросхем. Идея была одобрительно принята руководством обеих фирм. В течение осени 1969 года Тэд Хофф с помощью Стэнли Мэйзора предложил новую архитектуру микросхем, число которых было сокращено до 4, включая центральный процессор: 4-разрядный центральный процессор (ЦПУ), ПЗУ для хранения ПО и ОЗУ для хранения данных пользователя. Развитие микропроцессора началось только в апреле 1970 года, когда Федерико Фаджин (Federico Faggin), физик из Италии, начал работать в Intel главным проектировщиком семейства MCS-4. Фаджину, благодаря глубокому знанию технологии МОП с кремниевым затвором, разработанной им в Fairchild в 1968 году, и большому опыту, полученному в 1961 году в итальянской фирме Olivetti в области логического проектирования компьютеров, удалось свести микропроцессор CPU в один-единственный чип. В 1968 году, когда Федерико работал в фирме Fairchild, он также реализовал первую в мире коммерческую микросхему, которая использовала технологию кремниевых затворов: Fairchild 3708.
В фирме Intel Фаджин разработал новый, до тех пор не существовавший метод проектирования схем произвольной логики и внёс свой вклад во многие нововведения по разработке процессов и микросхем, весьма важные для реализации микропроцессора в одном чипе. Масатоси Сима, который работал инженером по программному обеспечению в фирме Busicom и не имел никакого опыта в конструировании устройств МОП, помог Фаджину в разработке MCS-4, а позже стал работать с ним в фирме Zilog, созданной в конце 1974 года Фаджином и Ральфом Унгерманном и полностью посвящённой микропроцессорам. Фаджин и Сима вместе разработали микропроцессор Zilog Z80.
Каждой категории продукции было присвоено своё число. Первыми изделиями Intel стали микросхемы памяти (PMOS-чипы), которым была присвоена нумерация 1xxx. В серии 2xxx разрабатывались микросхемы NMOS. Биполярные микросхемы были отнесены к серии 3xxx. 4-разрядные микропроцессоры получили обозначение 4xxx. Микросхемы CMOS получили обозначение 5xxx, память на магнитных доменах — 7xxx, восьми- и более разрядные микропроцессоры и микроконтроллеры принадлежали к серии 8xxx. Серии 6xxx и 9xxx не использовались.
Вторая цифра обозначала тип продукции: 0 — процессоры, 1— микросхемы RAM, 2 — контроллеры, 3 — микросхемы ROM, 4 — сдвиговые регистры, 5 — микросхемы EPLD, 6 — микросхемы PROM, 7 — микросхемы EPROM, 8 — чипы наблюдения и схемы синхронизации в генераторах импульсов, 9 — чипы для телекоммуникаций.
Третья и четвёртая цифры соответствовали порядковому номеру изделия, а так как для работы первого процессора требовалось ещё три специализированные микросхемы (микросхемы ROM, RAM и расширитель ввода-вывода), которые были выпущены раньше, чем 4004, то микропроцессор получил имя 4004.
15 ноября 1971 года вышла микросхема 4004 — первый микропроцессор, который при стоимости 200 долларов реализовывал на одном кристалле функции процессора большой ЭВМ. Первый в мире микропроцессор был анонсирован в ноябре 1971 года в журнале Electronic News.
Микропроцессор 4004 выпускался в 16-контактном корпусе типа DIP, размеры кристалла были 12 мм² (3×4 мм).
Процессор мог выполнять 60 000 (в среднем; максимально — до 93 000) инструкций в секунду (для сравнения, один из первых полностью электронных компьютеров — американский ЭНИАК — выполнял только 5000 (максимально) инструкций в секунду с разрядностью 20 бит, занимал 280 м², весил 27 тонн и потреблял 174 кВт энергии). Фирма Intel предугадала решающее значение микропроцессоров в миниатюризации компьютеров и поэтому выкупила у фирмы Busicom авторские права на микропроцессор 4004 и его усовершенствованные версии за 60 000 долларов.
Однако в 1971 году процессор так и не стал хитом продаж. Стратегия фирмы Intel была направлена на то, что сбыт 4004 расширяет рынок намного более популярных микросхем памяти 1101/1103. Популярностью стал пользоваться только микропроцессор 8080 — электронный «правнук» 4004.

## Специализированные микросхемы серии 4xxx
Изначально чип 4004 поставлялся с тремя специализированными микросхемами: ROM, RAM и расширителем ввода-вывода. И хотя у этих микросхем была своя система обозначений (серии 1xxx, 2xxx и 3xxx), они получили второе наименование в категории 4xxx, которое стало обозначаться рядом с их обычной нумерацией:
- 4001 — 256-байтовое масочное ПЗУ (256 8-битовых программных инструкций) и один встроенный 4-битный порт ввода-вывода.
- 4002 — 40-байтовое ОЗУ (80 4-битных ячеек) и один встроенный 4-битный выходной порт; RAM в чипе организована в 4 «регистра» из двадцати 4-битных ячеек:
  - 16 ячеек данных (в оригинальном калькуляторе использовались для цифр мантиссы)
  - 4 ячейки состояния (в оригинальном калькуляторе использовались для цифр экспоненты и знаков)
- 4003 — 10-битный расширитель ввода-вывода[англ.] (сдвиговый регистр, преобразующий последовательный код в параллельный)

Вместе с выпуском 4040 появились новые микросхемы, также совместимые с 4004:
- 4308 — 1024-байтовое масочное ПЗУ (1024 8-битовых программных инструкций) и четыре встроенных 4-битных порта ввода-вывода. Полная замена для четырёх схем 4001.

- 4008, 4009 — комплект для подключения стандартных чипов памяти (ПЗУ, ППЗУ, ОЗУ) и портов ввода-вывода. Позволяет подключить до 16 разных устройств памяти в формате 8 бит адреса, 8 бит данных. Для записи в ОЗУ используется ранее недокументированная команда WPM (Write Program Memory). Также поддерживается до 16 четырёхбитных портов ввода и до 16 четырёхбитных портов вывода. Intel рекомендует совместно использовать чипы: 4316 (2048 байт масочное ПЗУ), 4702А (256 байт ППЗУ/EPROM), 4101 (256 байт статическое ОЗУ).

- 4289 — схема для подключения стандартных чипов памяти и портов ввода-вывода. Более поздняя замена 4008/4009 в одном корпусе.
- 4207, 4209, 4211 — порты GPIO (4 порта по 4 бит). Схемы имеют адрес 3 в области программ, поэтому не могут использоваться совместно с 4008/4009/4289, а схемы 4001/4308 не должны занимать адрес 3. Можно использовать одновременно до восьми схем, используя для выбора линии CM-RAM.
  - 4207 — 8 бит синхронного вывода данных, 4 выходных бита управления, 4 входных бита управления.
  - 4209 — 8 бит синхронного ввода данных, 4 выходных бита управления, 4 входных бита управления.
  - 4211 — 8 бит синхронного вывода данных, 8 бит синхронного ввода данных.
- 4265 — 4 универсальных четырёхбитных порта ввода/вывода. Программно поддерживаются 14 режимов. Полностью замещает один из банков ОЗУ 4002.
- 4269 — программируемый контроллер клавиатуры и дисплея. Производит циклическое сканирование двух клавиатурных матриц 8*8 (128 клавиш) и циклический вывод 2*16*4 бит данных для управления дисплеем. Полностью замещает один из банков ОЗУ 4002.
- 4201 — тактовый генератор, схема формирования сигналов RESET и STOP/ACK (не используется в 4004).

Замечание: микросхемы ПЗУ 4001/4308 не могли использоваться в системе совместно с контроллером стандартной памяти 4008/4009/4289. Они использовались в разных конфигурациях систем — мини и макси.
Семейство 400x также именовали как MCS-4 (Micro Computer Set 4-bit).
Также фирма Intel продавала Intellec-4 (большие синие коробки) — систему разработки и тестирования программ для 4004. Фактически это была одна из первых микро-ЭВМ, собранная на основе серии 4xxx (чипы 4004, 4201, четыре чипа 4001 и два 4002). Лишь высокая цена (5 тыс. дол.) не позволяла считать её персональным компьютером.

## Коллекционирование
Intel 4004 стала одной из самых популярных микросхем в плане коллекционирования.
Наиболее высоко ценятся бело-золотые микросхемы Intel 4004 с видимыми серыми следами на белой части (оригинальный тип корпуса). В 2004 году такая микросхема на интернет-аукционе eBay оценивалась примерно в 400 долларов. Немного менее ценными являются микросхемы без серых следов на корпусе, обычно их стоимость составляет порядка 200—300 долларов.

## Технические характеристики
- Дата анонса: 15 ноября 1971 года
- Количество транзисторов: 2300
- Площадь кристалла: 12 мм²
- Техпроцесс: 10 мкм (P-channel silicon pie MOS technology)
- Тактовая частота: 740 кГц опорная (или 92,6 кГц тактовая, время выполнения одной инструкции 8 тактов)
- Разрядность регистров: 4 бита
- Количество регистров: 16 (16 четырёхбитных могут быть использованы как 8 восьмибитных)
- Количество портов: 16 четырёхбитных ввода/вывода (в области программ) и 32 четырёхбитных вывода (в области данных)
- Внутренняя шина: 4 бита
- Внешняя шина: мультиплексированная для адреса, данных, управления — 4 бита (плюс 5 линий CM выбора банка памяти)
- Гарвардская архитектура
- Стек: внутренний 3-уровневый
- Память команд (ПЗУ/ROM, а также ОЗУ/RAM при использовании 4008/4009/4289): 4 килобайта (32768 бит)
- Память данных (чип 4002 ОЗУ/RAM): 640 байт (5120 бит) без дешифратора адреса, или 1280 байт (10240 бит) с дешифратором адреса.
- Организация адресного пространства: неоднородная, разделена для разных команд
  - область программ: 1 банк, 12 бит адреса, 8 бит данных
  - область регистров данных: 8 банков (3 бит), 8 бит адреса, 4 бита данных
  - область регистров состояний: 8 банков (3 бит), 4 бита адреса, 4 бита данных
  - область ввода-вывода (в банке программ): 1 банк, 4 бита адреса, 4 бита данных
  - область вывода (в банках данных): 8 банков (3 бит), 4 бита адреса, 4 бита данных
- Количество инструкций: 46 (из которых 41 — 8-разрядные и 5 — 16-разрядные)
- Цикл инструкций: 10,8 микросекунды (в рекламном буклете Интел есть ошибка, указана скорость выполнения операций 108 кГц вместо 93 кГц, ошибку заметили[кто?] лишь на 40-летие процессора в 2011 году[источник не указан 1162 дня]).
- Напряжение питания: −15 В (pMOS)
- Рабочая температура: от 0 до +70 °C
- Условия хранения и эксплуатации: от −40 до +85 °C
- Разъём: DIP16 (микросхема непосредственно впаивалась в печатную плату либо устанавливалась в специальный слот)
- Корпус: 16-контактный DIP (1 вид пластиковый или 3 вида керамического, например C4004 (белая керамика с серыми полосками), С4004 (белая керамика), D4004 (чёрно-серая керамика), P4004 (чёрный пластик))
- Тип поставки: отдельно и в комплектах MCS-4 (ROM, RAM, I/O, CPU) 3

|  |  |  |